# Helius (Helius) harrisi
Helius (Helius) harrisi is een tweevleugelige uit de familie steltmuggen (Limoniidae). De soort komt voor in het Australaziatisch gebied.